# 温格赛姆
温格赛姆（法語：Ungersheim，法語發音：[uŋ(ɡ)əʁsaim] ⓘ）是法国上莱茵省的一个市镇，属于米卢斯区。

## 地理
温格赛姆（47°52'43"N, 7°18'17"E）面积13.51 平方千米，位于法国大東部大區上莱茵省，该省份为法国东部内陆省份，是阿尔萨斯的一部分，今与下莱茵省组成了阿尔萨斯欧洲集体，其北临下莱茵省，西接孚日省，西南接贝尔福地区省，东侧沿莱茵河与德国相望，南与瑞士接壤。
与温格赛姆接壤的市镇（或旧市镇、城区）包括：雷吉赛姆、梅尔克赛姆、雷德赛姆、费尔德基什、皮尔沃赛姆、恩西赛姆、斯塔弗尔费尔登。
温格赛姆的时区为UTC+01:00、UTC+02:00（夏令时）。

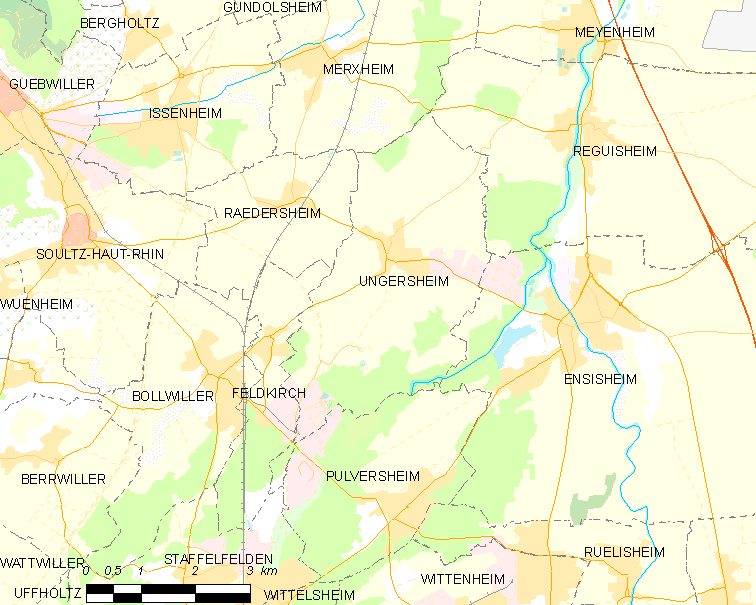
温格赛姆的OSM定位图

## 行政
温格赛姆的邮政编码为68190，INSEE市镇编码为68343。

## 政治
温格赛姆所属的省级选区为维特奈姆县。

## 人口

1962-2008年间温格赛姆人口变化图示

温格赛姆于2022年1月1日时的人口数量为2440人。